# فراونفيلد (سويسرا)
فراونفيلد (بالألمانية: Frauenfeld) هي بلدية وعاصمة لمقاطعة فراونفيلد في كانتون تورغاو في سويسرا. يقدر عدد سكانها بـ 22,313 نسمة.

## المدن التوأمة
- مدينة كوفشتاين في النمسا.

## أعلام
- بيير جولي
- دينيس لابيشينو
- باسكال زوبربوهلر
- مارسيل جيرهارد
- كورين هوفمان
- فريتز شير
- أدولف جيرمان